# Zygothrica panopia
Zygothrica panopia är en tvåvingeart som beskrevs av David Grimaldi 1987. Zygothrica panopia ingår i släktet Zygothrica och familjen daggflugor. Inga underarter finns listade i Catalogue of Life.